# Podoctis
Podoctis is een geslacht van hooiwagens uit de familie Podoctidae.
De wetenschappelijke naam Podoctis is voor het eerst geldig gepubliceerd door Thorell in 1890. 

## Soorten
Podoctis is monotypisch en omvat slechts de volgende soort:
- Podoctis armatissimus